# Prunetto
Prunetto là một đô thị tại tỉnh Cuneo trong vùng Piedmont của Italia, vị trí cách khoảng 70 km về phía đông nam của Torino và khoảng 50 km về phía đông của Cuneo. Tại thời điểm ngày 31 tháng 12 năm 2004, đô thị này có dân số 492 người và diện tích 14,5 km².
Prunetto giáp các đô thị: Castelletto Uzzone, Gorzegno, Gottasecca, Levice, Mombarcaro và Monesiglio.